# Escola Oficial d'Idiomes (Girona)
L'Escola Oficial d'Idiomes és una escola pública d'idiomes de Girona. L'edifici és una obra de les darreres tendències de Girona inclosa a l'Inventari del Patrimoni Arquitectònic de Catalunya.

## Edifici
L'escola Oficial d'idiomes de Girona és obra de l'arquitecte Víctor Rahola, i se situa al terme municipal de Girona. Se situa en una illa entre el carrer de La Selva i molt a prop del riu Güell.
El que destaca a priori de la construcció és la varietat morfològica de les seves façanes. Mentre que la que dona al riu s'estén com un cos unitari, la volumetria de l'altre costat està en total consonància amb la funcionalitat de cada espai. D'aquesta manera, la volumetria varia en el seu tractament formal.
Una unitat de 80 x 12 metres, de tres plantes d'alçada comprèn les aules, els seminaris i els serveis de planta i nuclis de comunicació. Per un altre costat, la biblioteca, sala d'actes, el bar i l'administració es troben en espais separats creant un interessant joc de volums. Tots aquests cossos queden units a través d'un espai central corresponent al vestíbul d'accés. L'esmentat vestíbul és la part més important de l'escola; i exerceix les funcions de nucli i vincle.
L'espai exterior està pensat com una zona enjardinada que estableix un diàleg amb l'Escola d'Hosteleria i la resta del barri. L'accés és més còmode gràcies a l'amplada extra de les voreres.